# Алекс Гольцварт
Алекс Гольцварт (нім. Alex Holzwarth; нар. 4 жовтня 1968 року, м. Ландсгут, Німеччина) професійний барабанщик, учасник італійського симфо/павер-метал гурту Rhapsody of Fire. Його брат, Олівер Гольцварт, грає у гурті на бас-гітарі. Алекс, також, колишній учасник Avantasia і колишній концертний виконавець Blind Guardian.

## Життєпис
На барабанах почав грати у десять років. Першими інструментами, які він купив були барабан Troyan і верхні тарілки Paiste. Його першим вчителем був Шеппль Ноймайер.
У 2000 році він приєднався до італійського симфо/павер-метал гурту Rhapsody of Fire з яким записав альбом Dawn of Victory, замінивши Даніеле Карбонера. Також він грав у німецькому прогресив-метал гурті Sieges Even до 2008 року, у якому його брат грав на бас-гітарі.
У 2001 році Алекс записав барабанні партії на обох метал-операх Тобіаса Саммета Avantasia. У записі The Metal Opera брали участь багато музикантів павер-метал сцени, але Гольцварт записав усі ударні на обох альбомах (за винятком 10 композиції у The Metal Opera Part II). Він також працював сесійним барабанщиком на деяких піснях з альбомів Avantasia The Wicked Symphony і Angel of Babylon (видані в березні 2010 року).
Гольцварт також грав і записувався з такими гуртами як [Angra]], Paradox, Dol Ammad, Looking Glass Self, Sieges Even, Hexfire, Pergana.
Він також був у складі Luca Turilli's Rhapsody на альбомі Ascending to Infinity, але залишив гурт у 2012 році, щоб бути у оригінальному Rhapsody of Fire.